# Nurzec-Kisielewo
Nurzec-Kisielewo – kolonia wsi Nurzec-Kolonia w Polsce, położona w województwie podlaskim, w powiecie siemiatyckim, w gminie Nurzec-Stacja.
W latach 1975–1998 kolonia administracyjnie należała do województwa białostockiego.